# Lost Lake (Hood River County)
Lost Lake ist ein natürlicher See im Mount Hood National Forest im US-Bundesstaat Oregon. 
Der See befindet sich 16 Kilometer nordwestlich des Dreitausenders Mount Hood im Hood River County und 42 Kilometer südwestlich der Stadt Hood River.
Die Oberfläche des Sees beträgt ca. 100 Hektar. Im See leben Bachsaiblinge, Forellen, Rotlachse, Regenbogenforellen, Edelkrebse, Otter und Biber.
Am Ufer befindet sich ein Zeltplatz, der vom Mt. Hood National Forest verwaltet wird.
Ferner werden sieben Log Cabins zur Anmietung angeboten.